# طوطی‌کاکلی صورتی
طوطی‌کاکلی صورتی(نام علمی: Cacatua leadbeateri) نام یک گونه از تیره طوطی‌کاکلی است.